# ポケット・コダック

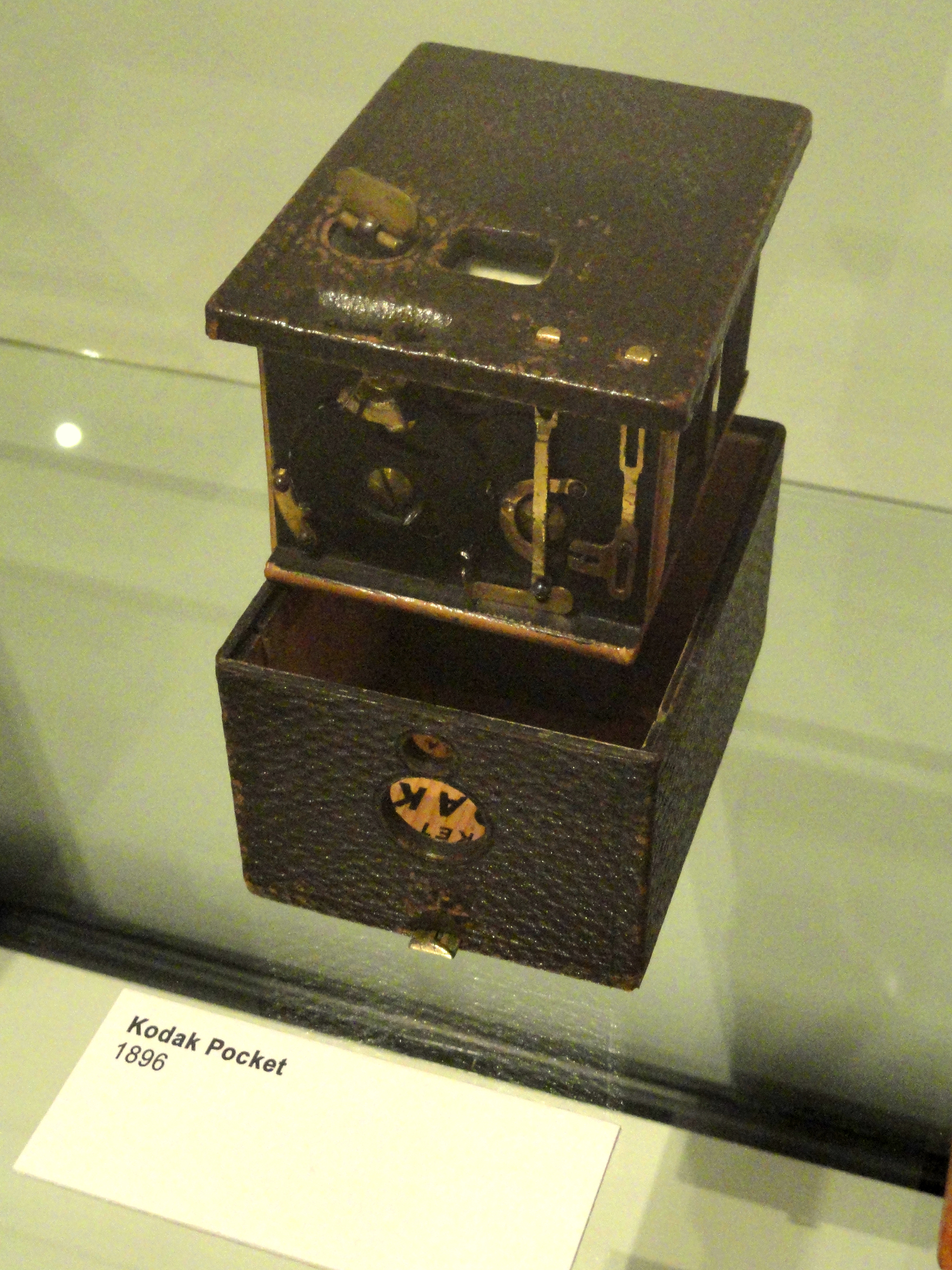
最初のモデルポケット・コダック（1896年発売、ホルダー型120フィルム使用）。

ポケット・コダック（英語: Pocket Kodak ）は、コダックが製造販売した写真機のシリーズである。1896年（明治29年）に発売された最初のモデルポケット・コダックは、日中装填可能なフィルムを使用した最初の写真機であった。「ポケットにも入ってしまうカメラ」を標榜し、1912年（大正元年）にはさらに小さいヴェスト・ポケット・コダックに発展した。

## 略歴・概要
105フィルム、116フィルム、118フィルム、122フィルム、123フィルムは、いずれも「ポケット・コダック」シリーズの新製品のためにコダックが導入したフィルム規格であり、ロールフィルム番号であった。105フィルムと123フィルムは1949年（昭和24年）3月に生産終了したが、118フィルムは1961年（昭和36年）8月まで、122フィルムは1971年（昭和46年）4月まで、116フィルムは1984年（昭和59年）4月まで、それぞれ生産を継続した。

## 製品の一覧
発売年に限らず、コダック式ロールフィルム番号順に記述する。

### 105フィルム使用カメラ
- フォールディング・ポケット・コダック（1897年発売）
- No.1フォールディング・ポケット・コダックモデルC（1905年発売） - 一部にアルミニウムが使われ軽量化されている。

### 116フィルム使用カメラ
- No.1Aポケット・コダック（1926年発売） - フォールディングカメラ

### 118フィルム使用カメラ
- No.3フォールディング・ポケット・コダックモデルF

### 120フィルム使用カメラ
- ポケット・コダック（1896年発売）
- ポケット・コダックNo.1a

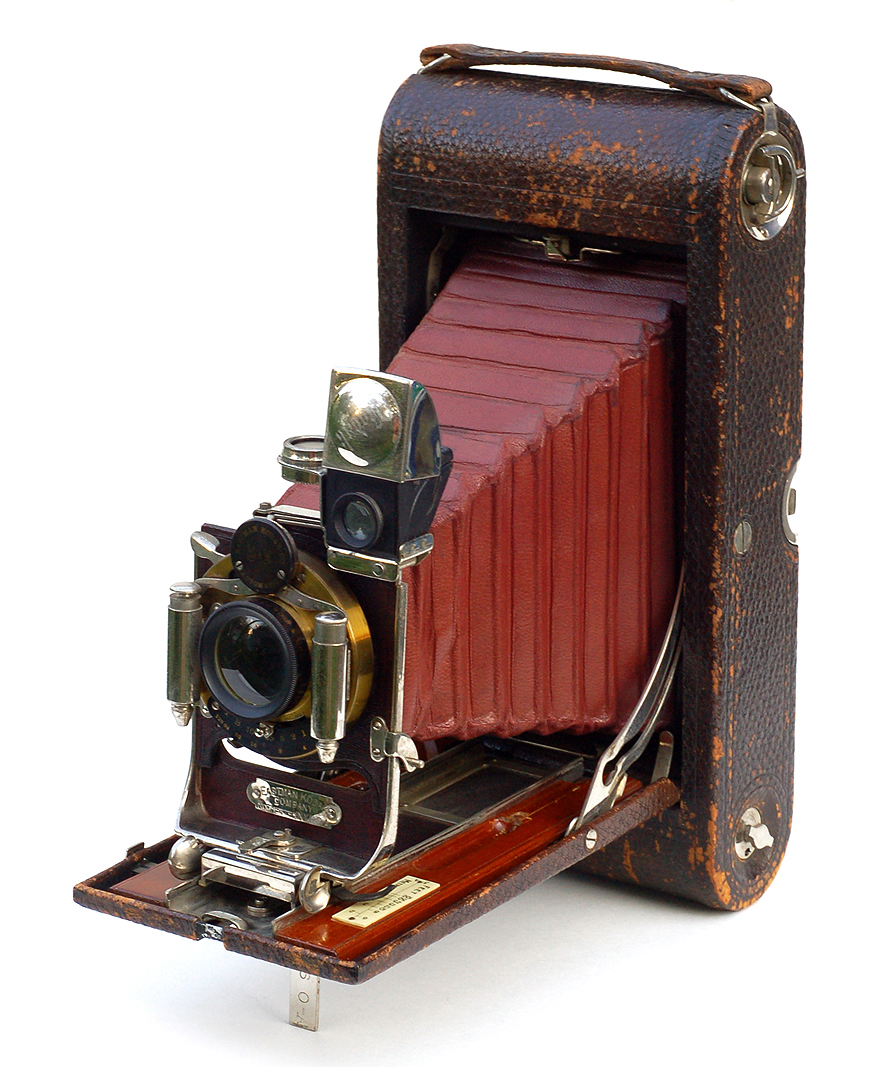
No.3Aフォールディング・ポケット・コダック

- ポケット・コダックNo.2c
- ポケット・コダックNo.3a
- ポケット・コダック・ジュニアNo.1
- ポケット・コダック・ジュニアNo.1a
- ポケット・コダックNo.1シリーズ2 - オートグラフィック対応
- ポケット・コダックNo.1aシリーズ2
- ポケット・コダック・スペシャルNo.1
- ポケット・コダック・スペシャルNo.1a
- ポケット・コダック・スペシャルNo.2c
- ポケット・コダック・スペシャルNo.3

### 122フィルム使用カメラ
- No.3Aフォールディング・ポケット・コダック（1903年発売）

### 123フィルム使用カメラ
- No.4フォールディング・ポケット・コダックモデルB（1907年発売）